# 塞達爾布魯克 (加利福尼亞州)
塞達爾布魯克（英語：Cedarbrook）是位於美國加利福尼亞州弗雷斯諾縣的一個非建制地區。該地的面積和人口皆未知。

## 地理
塞達爾布魯克的座標為36°42′25″N 119°00′29″W / 36.70694°N 119.00806°W，而該地的平均海拔高度為1278米（即4193英尺）。